# Balancing Rock
Le Balancing Rock est un monolithe naturel constitué d'un orgue basaltique qui présente la particularité d'être posé en équilibre au-dessus de la mer. Le rocher est situé dans l'Est du Canada, en Nouvelle-Écosse, sur la côte orientale de Long Island, dans le comté de Digby.